# Вантиновский сельсовет
Вантиновский сельсовет — упразднённая административно-территориальная единица, существовавшая на территории Московской губернии и Московской области до 1960 года.
Вантиновский сельсовет был образован в первые годы советской власти. По данным 1919 года он входил в состав Ильинской волости Богородского уезда Московской губернии.
5 января 1921 года Ильинская волость была передана в Егорьевский уезд Рязанской губернии.
4 мая 1922 года Егорьевский уезд был передан в состав Московской губернии.
По данным 1926 года в состав сельсовета входили деревни Вантино и Столбуново.
В 1929 году Вантиновский с/с был отнесён к Егорьевскому району Орехово-Зуевского округа Московской области. При этом к нему был присоединён Мосягинский с/с. Однако вскоре Вантиновский с/с был передан в Куровской район.
17 июля 1939 года к Вантиновскому с/с был присоединён Максимовский с/с (селения Давыдовская и Максимовская).
3 июня 1959 года Куровской район был упразднён и Вантиновский с/с был включён в Орехово-Зуевский район.
20 августа 1960 года Вантиновский с/с был упразднён. При этом его территория была передана в Беззубовский с/с.